# 파이프 백작 (스코틀랜드)

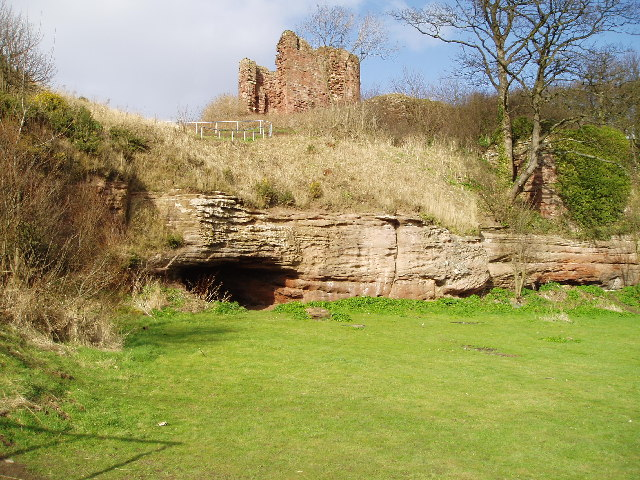
파이프 백작의 거성인 맥더프 성.

파이프 백작(Earl of Fife, Mormaer of Fife)은 중세 스코틀랜드의 남동쪽 영지인 파이프(오늘날의 파이프 및 킨로스셔)를 다스린 작위다. 조상 혈통에 왕가 혈통이 섞여 있었기에 스코틀랜드의 여러 백작들 중 가장 서열이 높은 것으로 여겨졌고 스코틀랜드 국왕의 대관식에서 왕에게 왕관을 씌어주는 권리가 있었다.
본래 맥더프 씨가 백작위를 독점하다가 이후 스튜어트 가로 넘어갔다.  1425년 파이프 백작 겸 올버니 공작 머독 스튜어트가 국왕 제임스 1세에게 처형되면서 폐지되었다.
1759년 윌리엄 더프가 자신이 맥더프 씨족의 후예임을 증명하고 파이프 백작위를 받으면서 작위가 부활했는데, 어째서인지 스코틀랜드가 아닌 아일랜드 귀족으로 편입되었다.